# Bizaardvark
Bizaardvark – amerykański sitcom wytwórni Disney Channel Original Series stworzony przez Kyle’a Stegina i Josha Lehrmana. W rolach głównych występują Madison Hu, znana z serialu Przyjaciółki od czasu do czasu i Olivia Rodrigo. Jego amerykańska premiera odbyła się 24 czerwca 2016 roku na kanale Disney Channel wraz z premierą filmu Nianie w akcji, a polska premiera odbyła się 9 września 2016 roku na antenie Disney Channel.
15 grudnia 2016 roku został oficjalnie potwierdzony drugi sezon serialu.

## Fabuła
Serial opisuje perypetie dwóch najlepszych przyjaciółek – Frankie i Paige, które piszą zabawne piosenki, nagrywają śmieszne filmy, a następnie umieszczają je w internecie (w serwisie „Vuuugle”). Po osiągnięciu 10 tysięcy widzów na kanale Bizaardvark (skrzyżowanie słów „bizarre” – „dziwaczny” i „aardvark” – „mrównik”) dziewczyny otrzymują propozycję z profesjonalnej wytwórni, a z każdym kolejnym dniem robi się o nich głośniej.

## Obsada[4]
- Madison Hu jako Frankie Wong
- Olivia Rodrigo jako Paige Olvera
- Jake Paul jako Dirk Mann
- DeVore Ledridge jako Amelia Duckworth
- Ethan Wacker jako Bernard „Bernie” Schotz

## Wersja polska
W wersji polskiej udział wzięli:
- Barbara Garstka – Amelia Duckworth
- Aleksandra Hulecka – Paige Olvera
- Maciej Kosmala – 
  - Liam,
  - Szop Wallace (odc. 27),
  - Tank (odc. 60)
- Jeremi Tabęcki – Bernie Schotz
- Dawid Pokusa – Dirk Mann
- Julia Zarzecka – Frankie Wong
- Pola Piłat – Willow Duckworth
- Artur Kozłowski – Zane
- Jan Szydłowski – Rodney

W pozostałych rolach:
- Katarzyna Kozak – Babcia Berniego
- Miłosz Konkel –
  - Theo (odc. 1, 19),
  - Heckler (odc. 60),
  - aktor grający Berniego (odc. 63)
- Lidia Sadowa – Marge (odc. 3)
- Jakub Jankiewicz – Leon (odc. 3)
- Aleksandra Kowalicka –
  - Belissa (odc. 4, 11, 13, 35),
  - Dziewczynka (odc. 5)
- Michał Podsiadło –
  - Booker (odc. 4),
  - Teddy (odc. 5, 20)
- Przemysław Niedzielski – Victor (odc. 5, 20)
- Marek Robaczewski –
  - Przechodzień (odc. 5),
  - Burmistrz Rollercoaster (odc. 6),
  - Willy (odc. 27),
  - Martin R.R. George (odc. 39),
  - Właściciel domu (odc. 40)
- Krzysztof Plewako-Szczerbiński − 
  - Sensei (odc. 6, 14),
  - Lou Newsmaker (odc. 47)
- Angelika Kurowska − 
  - Becky (odc. 8),
  - Kathy (odc. 59),
  - Whitney (odc. 60)
- Matylda Kaczmarska – Didi (odc. 10)
- Wojciech Żołądkowicz − Spocony Phil (odc. 10)
- Weronika Hebda – JoJo Siwa (odc. 14)
- Julia Chatys – Vicki „Gorąca Łeb” Fuego (odc. 14)
- Sebastian Machalski – Hugh (odc. 16)
- Paulina Komenda – 
  - Rosana (odc. 17),
  - Jordyn Jones (odc. 41)
- Artur Kaczmarski –
  - Komendant Pulaski (odc. 17),
  - Ojciec Końskiej Twarzy (odc. 17),
  - Lektor „Prawdziwego lekarza” (odc. 55)
- Natalia Rewieńska – Eva Gutowski (odc. 16)
- Marta Wągrocka – Dare Me Girl (Pam) (odc. 16)
- Angelika Olszewska – Gina Olvera (odc. 18)
- Krzysztof Cybiński – manekin treningowy (odc. 18)
- Magdalena Wasylik – Lilly Singh (odc. 19)
- Otar Saralidze –
  - Ian Finkelman (odc. 20),
  - Doktor Douglas Wong (odc. 23, 25, 37, 39)
- Maksymilian Michasiów – Reese Maynard (odc. 24, 36)
- Jakub Wieczorek – Trener Carlson (odc. 24)
- Igor Borecki – 
  - Patrick (odc. 26),
  - Johnny Orlando (odc. 41)
- Jakub Szydłowski – 
  - Seamus (odc. 27),
  - Sierżant Brenner (odc. 35)
- Kamil Pruban – Kieł (odc. 27)
- Kamil Kula – Doktor Douglas Wong (odc. 28)
- Karolina Bacia – 
  - Rachel (odc. 30),
  - Rory Finch (odc. 46),
  - Ruby (odc. 48)
- Joanna Węgrzynowska-Cybińska – nauczycielka (odc. 30)
- Marta Dylewska – Marlene (odc. 30)
- Amelia Natkaniec – Savannah (odc. 31)
- Aleksandra Batko – Shemika Charles (odc. 31)
- Natalia Samojlik – Kate Davis (odc. 32)
- Mateusz Michnikowski – Dan Trifone (odc. 36)
- Justyna Bojczuk – Jessie Grant (odc. 37)
- Natalia Jankiewicz – Izzy (odc. 38)
- Zbigniew Dziduch – Trener Carlson (odc. 39)
- Zofia Modej – Tessa (odc. 40)
- Julia Kunikowska – Jade (odc. 40)
- Małgorzata Prochera – Annie LeBlanc (odc. 41)
- Sara Lewandowska – 
  - Lauren Orlando (odc. 41),
  - Sasha (odc. 58)
- Maksymilian Bogumił –
  - Pan Cunningham (odc. 42),
  - Ernie Plotz (odc. 55)
- Klaudia Bełcik – Yvette (odc. 42)
- Monika Pikuła – 
  - Dyrektorka Karen (odc. 48, 57, 63),
  - Lucy Piorun (odc. 61)
- Tomasz Błasiak –
  - Lance (odc. 48),
  - Człowiek Koń (odc. 51)
- Józef Grzymała – Ted Mulcahy (odc. 51)
- Grzegorz Kwiecień – 
  - Lou Newsmaker (odc. 51, 55, 63),
  - Kenny (odc. 54)
- Delfina Wilkońska –
  - Leyonce (odc. 51),
  - Sheila (odc. 54),
  - Dina (odc. 57)
- Szymon Roszak – Roman Winwood (odc. 51-52, 63)
- Anna Apostolakis – Joyce (odc. 54)
- Bernard Lewandowski – Jackson (odc. 58)
- Krzysztof Szczepaniak – Pan Finkle (odc. 59)
- Andrzej Chudy – 
  - Wujek Morty (odc. 59),
  - Red Duckworth, tata Amelii i Willow (odc. 62-63)
- Katarzyna Łaska – 
  - Natalie (odc. 59),
  - Brittany (odc. 60),
  - Aktorka grająca Amelię (odc. 63)
- Lena Schimscheiner – Lindsay (odc. 60)
- Grzegorz Pawlak – Wayne (odc. 62)
- Krzysztof Pietrzak
- Olga Cybińska

i inni
Wykonanie piosenek: 
- Julia Zarzecka (czołówka; odc. 1, 3, 19),
- Aleksandra Hulecka (czołówka; odc. 1, 3, 19),
- Dawid Pokusa (czołówka),
- Magdalena Wasylik (odc. 3),
- Olga Lisiecka (odc. 59),
- Barbara Garstka,
- Jeremi Tabęcki,
- Daniel Wojsa,
- Maciej Dybowski,
- Jan Szydłowski,
- Artur Kozłowski,
- Piotr Gogol,
- Anna Serafińska,
- Katarzyna Łaska,
- Delfina Wilkońska,
- Patrycja Kotlarska,
- Natalia Kujawa,
- Krzysztof Szczepaniak,
- Sandra Naum,
- Justyna Bojczuk,
- Anna Frankowska,
- Natalia Jankiewicz,
- Karol Jankiewicz,
- Adam Krylik,
- Paweł Kubat,
- Sara Lewandowska,
- Krzysztof Pietrzak,
- Olga Szomańska,
- Jakub Szydłowski,
- Katarzyna Kozak,
- Grzegorz Pawlak,
- Piotr Piksa,
- Szymon Roszak

i inni
Reżyseria: 
- Tomasz Robaczewski (odc. 1-8, 10-33, 35-40, 42),
- Artur Kaczmarski (seria III),
- Katarzyna Łęcka (seria III)

Kierownictwo muzyczne: 
- Agnieszka Tomicka (odc. 1-8, 10-33, 35-40, 42),
- Anna Serafińska (odc. 43-48, 51-61, 63)

Dialogi: 
- Piotr Lenarczyk (odc. 1-8, 10-20, 26),
- Anna Wysocka (seria II),
- Renata Wojnarowska (seria II-III)

Teksty piosenek: 
- Anna Wysocka (seria I),
- Zofia Jaworowska (seria I-II),
- Tomasz Robaczewski (seria II-III)

Dźwięk: 
- Mateusz Michniewicz,
- Łukasz Fober

Koordynacja produkcji: Anita Ucińska

Kierownictwo produkcji: Beata Jankowska

Wersja polska: SDI Media Polska

## Odcinki
| Seria | Seria | Odcinki | Oryginalna emisja | Oryginalna emisja | Oryginalna emisja | Oryginalna emisja    |
| Seria | Seria | Odcinki | Premiera serii    | Finał serii       | Premiera serii    | Finał serii          |
| ----- | ----- | ------- | ----------------- | ----------------- | ----------------- | -------------------- |
|       | 1     | 20      | 24 czerwca 2016   | 27 stycznia 2017  | 9 września 2016   | 21 października 2017 |
|       | 2     | 22      | 23 czerwca 2017   | 13 kwietnia 2018  | 4 listopada 2017  | 15 czerwca 2018      |
|       | 3     | 21      | 24 lipca 2018     | 13 kwietnia 2019  | 7 stycznia 2019   | 7 czerwca 2019       |

### Sezon 1: 2016-2017
| Nr | Tytuł                                  | Tytuł polski                        | Reżyseria            | Scenariusz                           | Premiera             | Premiera w Polsce    | Kod |
| -- | -------------------------------------- | ----------------------------------- | -------------------- | ------------------------------------ | -------------------- | -------------------- | --- |
| 1  | First!                                 | Pierwsza!                           | David Kendall        | Kyle Stegina i Josh Lehrman          | 24 czerwca 2016      | 9 września 2016      | 101 |
| 2  | Draw My Life                           | Draw My Life                        | David Kendall        | Michael Curtis i Roger S.H. Schulman | 10 lipca 2016        | 14 listopada 2016    | 102 |
| 3  | Frankie Has a Hater                    | Frankie ma Hejtera                  | Savage Steve Holland | Eric Friedman                        | 17 lipca 2016        | 15 listopada 2016    | 105 |
| 4  | Superfan                               | Superfan                            | David Kendall        | Heather Flanders                     | 24 lipca 2016        | 16 listopada 2016    | 103 |
| 5  | The Collab                             | Podstęp                             | Savage Steve Holland | Kyle Stegina i Josh Lehrman          | 31 lipca 2016        | 17 listopada 2016    | 106 |
| 6  | Unboxing                               | Unboxing                            | David Kendall        | Tim Brenner                          | 7 sierpnia 2016      | 18 listopada 2016    | 104 |
| 7  | The First Law of Dirk                  | Pierwsze prawo Dirka                | David Kendall        | Kyle Stegina i Josh Lehrman          | 14 sierpnia 2016     | 21 listopada 2016    | 108 |
| 8  | Best Friend Tag                        | Best Friend Tag                     | Savage Steve Holland | Tracy Bitterolf i Miranda Russo      | 11 września 2016     | 22 listopada 2016    | 107 |
| 9  | Bernie's in Charge                     | Bernie tu rządzi                    | David Kendall        | Eric Friedman                        | 18 września 2016     | nieemitowany         | 109 |
| 10 | Pretty Con                             | Pretty Con                          | David Kendall        | Michael Curtis i Roger S.H. Schulman | 25 września 2016     | 23 listopada 2016    | 110 |
| 11 | Puff & Frankie                         | Puff & Frankie                      | Jon Rosenbaum        | Tim Brenner                          | 2 października 2016  | 18 marca 2017        | 112 |
| 12 | Halloweenvark                          | Halloweenvark                       | David Kendall        | Eric Friedman                        | 7 października 2016  | 28 października 2017 | 116 |
| 13 | Spoiler Alert: Belissa Returns         | Spoiler Alert: Belissa powraca      | Linda Mendoza        | Heather Flanders                     | 23 października 2016 | 25 marca 2017        | 111 |
| 14 | Bizaardvark vs. Vicki 'Hot Head' Fuego | Bizaardvark kontra Gorący Łeb Fuego | Robbie Countryman    | Tracy Bitterolf i Miranda Russo      | 6 listopada 2016     | 1 kwietnia 2017      | 114 |
| 15 | Moosetashio: A Cautionary Tale         | Wąso-łoś: Przestroga                | Sean Mulcahy         | Kyle Stegina i Josh Lehrman          | 13 listopada 2016    | 8 kwietnia 2017      | 115 |
| 16 | Control (Plus) Alt (Plus) Escape!      | Control (Plus) Alt (Plus) Escape!   | Jon Rosenbaum        | Eric Friedman                        | 27 listopada 2016    | 22 kwietnia 2017     | 121 |
| 17 | Agh, Humbug                            | Agh, oszustwo                       | Jon Rosenbaum        | Vincent Brown                        | 11 grudnia 2016      | 16 grudnia 2017      | 120 |
| 18 | Mom! Stop!                             | Mamo! Stop!                         | Robbie Countryman    | Matthew Roman                        | 13 stycznia 2017     | 7 października 2017  | 113 |
| 19 | Paige's Birthday Is Gonna Be Great     | Wspaniałe Urodziny Paige            | Jody Margolin Hahn   | Michael Curtis i Roger S.H. Schulman | 20 stycznia 2017     | 14 października 2017 | 117 |
| 20 | In Your Space!                         | In Your Space!                      | Leslie Kolins Small  | Tim Brenner                          | 27 stycznia 2017     | 21 października 2017 | 119 |

### Sezon 2: 2017-2018
| Nr | Tytuł                                             | Tytuł polski                                            | Reżyseria          | Scenariusz                  | Premiera            | Premiera w Polsce | Kod |
| -- | ------------------------------------------------- | ------------------------------------------------------- | ------------------ | --------------------------- | ------------------- | ----------------- | --- |
| 21 | First Day of School                               | Pierwszy dzień w szkole                                 | Bob Koherr         | Kyle Stegina i Josh Lehrman | 23 czerwca 2017     | 4 listopada 2017  | 201 |
| 22 | Chocolate Bananas                                 | Czekoladowe Banany                                      | Jody Margolin Hahn | Tim Brenner                 | 30 czerwca 2017     | 11 listopada 2017 | 203 |
| 23 | The Doctor Will See You Now                       | Lekarz cie teraz zobaczy                                | Bob Koherr         | Jessica Kaminsky            | 7 lipca 2017        | 18 listopada 2017 | 202 |
| 24 | Paige Bugs Out                                    | Paige się spieszy                                       | David Kendall      | Eric Friedman               | 14 lipca 2017       | 25 listopada 2017 | 205 |
| 25 | Friend Fight!                                     | Walka Przyjaciół!                                       | David Kendall      | Ron Rappaport               | 28 lipca 2017       | 2 grudnia 2017    | 204 |
| 26 | Hawkward                                          | Hawkward                                                | Adam Weissman      | Kyle Stegina i Josh Lehrman | 4 sierpnia 2017     | 28 maja 2018      | 118 |
| 27 | Frankie and Amelia's Fun Friend Weekend           | Zabawowo-Przyjacielski weekend Frankie i Amelii         | Sean Mulcahy       | Alex Fox i Rachel Lewis     | 11 sierpnia 2017    | 9 grudnia 2017    | 206 |
| 28 | Frankie's Cheating Teacher                        | Frankie Oszukuje Nauczyciela                            | David Kendall      | Kyle Stegina i Josh Lehrman | 18 sierpnia 2017    | 29 maja 2018      | 207 |
| 29 | Softball: The Musical                             | Softball: Musical                                       | Robbie Countryman  | Eric Friedman               | 25 sierpnia 2017    | 30 maja 2018      | 208 |
| 30 | Yes and No                                        | Tak i Nie                                               | Robbie Countryman  | Ron Rappaport               | 15 września 2017    | 31 maja 2018      | 211 |
| 31 | Science (Un)Fair                                  | Nauka (Nie)Sprawiedliwa                                 | Sean Mulcahy       | Jessica Kaminsky            | 22 września 2017    | 1 czerwca 2018    | 210 |
| 32 | Promposal Problems                                | Problemy z Wysypką                                      | A. Laura James     | Tim Brenner                 | 29 września 2017    | 4 czerwca 2018    | 211 |
| 33 | Halloweenvaark: Part Boo!                         | Halloweenvaark: Część Boo                               | Jon Rosenbaum      | Kyle Stegina i Josh Lehrman | 6 października 2017 | 5 czerwca 2018    | 213 |
| 34 | A Killer Robot Christmas                          | Robot zabójca świąt                                     | Robbie Countryman  | Amy-Jo Perry                | 8 grudnia 2017      | nieemitowany      | 220 |
| 35 | Clash of the Superfans                            | Zderzenie Superfanów                                    | Jody Margolin Hahn | Alex Fox i Rachel Lewis     | 23 lutego 2018      | 6 czerwca 2018    | 212 |
| 36 | Don't Think, Just Dare                            | Nie myśl, tylko odważ się                               | Erika Kaestle      | Vincent Brown               | 2 marca 2018        | 7 czerwca 2018    | 214 |
| 37 | Bernie Moves Out                                  | Bernie się przenosi                                     | A. Laura James     | Eric Friedman               | 9 marca 2018        | 8 czerwca 2018    | 215 |
| 38 | The BFF (Before Frankie Friend)                   | NPNZ (Przed Przyjaźnią z Frankie)                       | David Kendall      | Ron Rappaport               | 16 marca 2018       | 11 czerwca 2018   | 216 |
| 39 | Amelia's Perfectly Imperfect Volleyball Adventure | Perfekcyjnie Nieperfekcyjna Przygoda Amelii z Siatkówką | Jon Rosenbaum      | Jessica Kaminsky            | 23 marca 2018       | 12 czerwca 2018   | 217 |
| 40 | Paige Is Wrong                                    | Błąd Paige                                              | Jon Rosenbaum      | Tim Brenner                 | 30 marca 2018       | 13 czerwca 2018   | 218 |
| 41 | Spring Break Video Spectacular                    | Video Spektakularnej Przerwy Wiosennej                  | Robbie Countryman  | Matt Roman                  | 6 kwietnia 2018     | 14 czerwca 2018   | 221 |
| 42 | Her, Me, and Hermie                               | Ona, ja i Hermie                                        | Bob Koherr         | Alex Fox i Rachel Lewis     | 13 kwietnia 2018    | 15 czerwca 2018   | 219 |

### Sezon 3: 2018-2019
| Nr | Tytuł                                | Tytuł polski                            | Reżyseria          | Scenariusz                                      | Premiera            | Premiera w Polsce | Kod |
| -- | ------------------------------------ | --------------------------------------- | ------------------ | ----------------------------------------------- | ------------------- | ----------------- | --- |
| 43 | The Summer of Us                     | Nasze Lato                              | Jon Rosenbaum      | Eric Friedman                                   | 24 lipca 2018       | 7 stycznia 2019   | 301 |
| 44 | Two Me's in a Pod                    | Dwie mnie w Kapsule                     | Jon Rosenbaum      | Ron Rappaport                                   | 26 lipca 2018       | 8 stycznia 2019   | 302 |
| 45 | House Moms                           | Domowe Mamy                             | Jon Rosenbaum      | Jessica Kaminsky                                | 31 lipca 2018       | 9 stycznia 2019   | 303 |
| 46 | No Way, Whoa!                        | Nie ma Mowy, Whoa!                      | David Kendall      | Justin Varava                                   | 2 sierpnia 2018     | 10 stycznia 2019  | 304 |
| 47 | Tree's Company                       | Firma Drzew                             | Sean Mulcahy       | Tim Brenner                                     | 7 sierpnia 2018     | 11 stycznia 2019  | 305 |
| 48 | Summer Schooled                      | Letnie Szkolenie                        | Erika Kaestle      | Alex Fox i Rachel Lewis                         | 9 sierpnia 2018     | 21 stycznia 2019  | 306 |
| 49 | Halloweenvark Part 3: Mali-Boo!      | Halloweenvark część trzecia - Mali-buu! | Jon Rosenbaum      | Tim Brenner                                     | 5 października 2018 | b.d.              | 315 |
| 50 | Holiday Video Sketchtacular          | Wakacyjne wideo Szkictakularne          | Sean Mulcahy       | Katya Lidsky i Erin Pineda                      | 7 grudnia 2018      | 3 czerwca 2019    | 319 |
| 51 | Who Is Horse Face Guy?               | Kim jest Końska Twarz?                  | Robbie Countryman  | Matt Roman                                      | 23 stycznia 2019    | 22 stycznia 2019  | 310 |
| 52 | Where There's a Willow There's a Way | Gdzie tu jest Willow, tu jest droga     | Jody Margolin Hahn | Cailan Rose                                     | 26 stycznia 2019    | 27 maja 2019      | 307 |
| 53 | House Band                           | Zespół domowy                           | Jody Margolin Hahn | Eric Friedman                                   | 2 lutego 2019       | 23 stycznia 2019  | 308 |
| 54 | Eye in the Duckworth                 | Oko w Duckworth                         | David Kendall      | Ron Rappaport                                   | 9 lutego 2019       | 24 stycznia 2019  | 309 |
| 55 | Bernie's Cousin Ernie                | Kuzyn Berniego, Ernie                   | Sean Mulcahy       | Tim Brenner                                     | 16 lutego 2019      | 28 maja 2019      | 312 |
| 56 | Paige's Way vs. Frankie's Way        | Sposób Paige kontra Sposób Frankie      | A. Laura James     | Jessica Kaminsky                                | 23 lutego 2019      | 29 maja 2019      | 311 |
| 57 | PK in da House                       | PK w Da Domu                            | Robbie Countryman  | Cailan Rose                                     | 2 marca 2019        | 30 maja 2019      | 313 |
| 58 | Bizaardvark Changes Lives            | Bizaardvark zmienia Życia               | Marian Deaton      | Justin Varava                                   | 9 marca 2019        | 31 maja 2019      | 314 |
| 59 | A Capella Problems                   | Problemy z A capellą                    | Jon Rosenbaum      | Alex Fox i Rachel Lewis                         | 16 marca 2019       | 4 czerwca 2019    | 316 |
| 60 | The Stand-Up Standoff                | Wstań i Odstań                          | Jody Margolin Hahn | Eric Friedman                                   | 23 marca 2019       | 4 czerwca 2019    | 317 |
| 61 | BizRipOffs                           | BizRipOffy                              | Erika Kaestle      | Ron Rappaport                                   | 30 marca 2019       | 5 czerwca 2019    | 318 |
| 62 | Rozes Are Red                        | Róże są czerwone                        | Jon Rosenbaum      | Jessica Kaminsky                                | 6 kwietnia 2019     | 6 czerwca 2019    | 320 |
| 63 | The End of the Beginning             | Każdy koniec jest nowym początkiem      | Jon Rosenbaum      | Savannah Kopp (fabuła) Eric Friedman (teleplay) | 13 kwietnia 2019    | 7 czerwca 2019    | 321 |